# Monts Jayawijaya
Les monts Jayawijaya sont une chaîne de montagnes des monts Maoke, dans la province de Papouasie des hautes terres en Indonésie. Elle s'étend de la chaîne de Sudirman aux monts Star.
En 1997, des animaux correspondant à la description du thylacine, un marsupial australien considéré comme éteint, ont été signalés « dans la région de Jayawijaya à Irian Jaya. »